# 凱文·沃克
凱文·沃克（瑞典語：Kevin Walker；1989年8月3日—）是一位瑞典足球運動員和歌手。在場上的位置是中場。他現在效力於瑞典足球超級聯賽球隊佐加頓斯體育會足球隊，並且代表瑞典國家足球隊參賽。他也是一檔選秀節目的冠軍。